# Воїнка (станція)
Воїнка (крим. Voinka) — вантажно-пасажирська залізнична станція Кримської дирекції Придніпровської залізниці.
Розташована у однойменному селі на неелектрифікованій лінії Джанкой — Армянськ між станціями Пахарівка (15 км) і Яни Капу (20 км).
Станція має зал очікування, обладнаний квитковими касами.
Станом на початок 2014 року на станції зупинялися такі поїзди далекого сполучення:
- 310 — Сімферополь — Одеса